# 1698

## أحداث
- تأسيس مدينة سالتو وتقع حاليا في البرازيل.
- 6 ديسمبر: تأسيس مدينة أمباتو وتقع حاليا في الإكوادور.
- 17 أكتوبر، انطلاق سفارة عبد الله بن عائشة إلى فرنسا.

## مواليد
- شارل دو فاي

## وفيات
- ابن أبي دينار
- عبد السلام بن الطيب القادري الحسني
- محمد بن إبراهيم السحولي